# Volmerange-les-Mines
Volmerange-les-Mines (Duits: Wollmeringen; Luxemburgs: Wuelmereng) is een gemeente in het Franse departement Moselle in de regio Grand Est. De gemeente telde 2.284 inwoners op 1 januari 2022.

## Geschiedenis
Volgens een oud volksverhaal bracht rond het jaar 1000 een prior uit de abdij van Saint-Denis een bezoek aan Volmerange. De man kon niet slapen door kikkergekwaak, en daarom werden kinderen eropuit gestuurd om de kikkers 's nachts op te jagen. Aan dit verhaal danken de inwoners hun bijnaam 'Kikkervangers' (Attrapeurs de Grenouilles).
Volmerange-les-Mines maakte tot 2015 deel uit van het arrondissement Thionville-Est en kanton Cattenom. Op 1 januari van dat jaar fuseerden de arrondissementen van Thionville tot het arrondissement Thionville. Toen het kanton op 22 maart 2015 werd opgeheven werden de gemeenten opgenomen in het kanton Yutz.

## Geografie
De oppervlakte van Volmerange-les-Mines bedraagt 12,92 vierkante kilometer; Op 1 januari 2022 was de bevolkingsdichtheid 176,8 inwoners per km².
De gemeente grenst in het noorden aan het Groothertogdom Luxemburg; een deel van de inwoners van Volmerange-les-Mines is aan de Luxemburgse kant werkzaam.

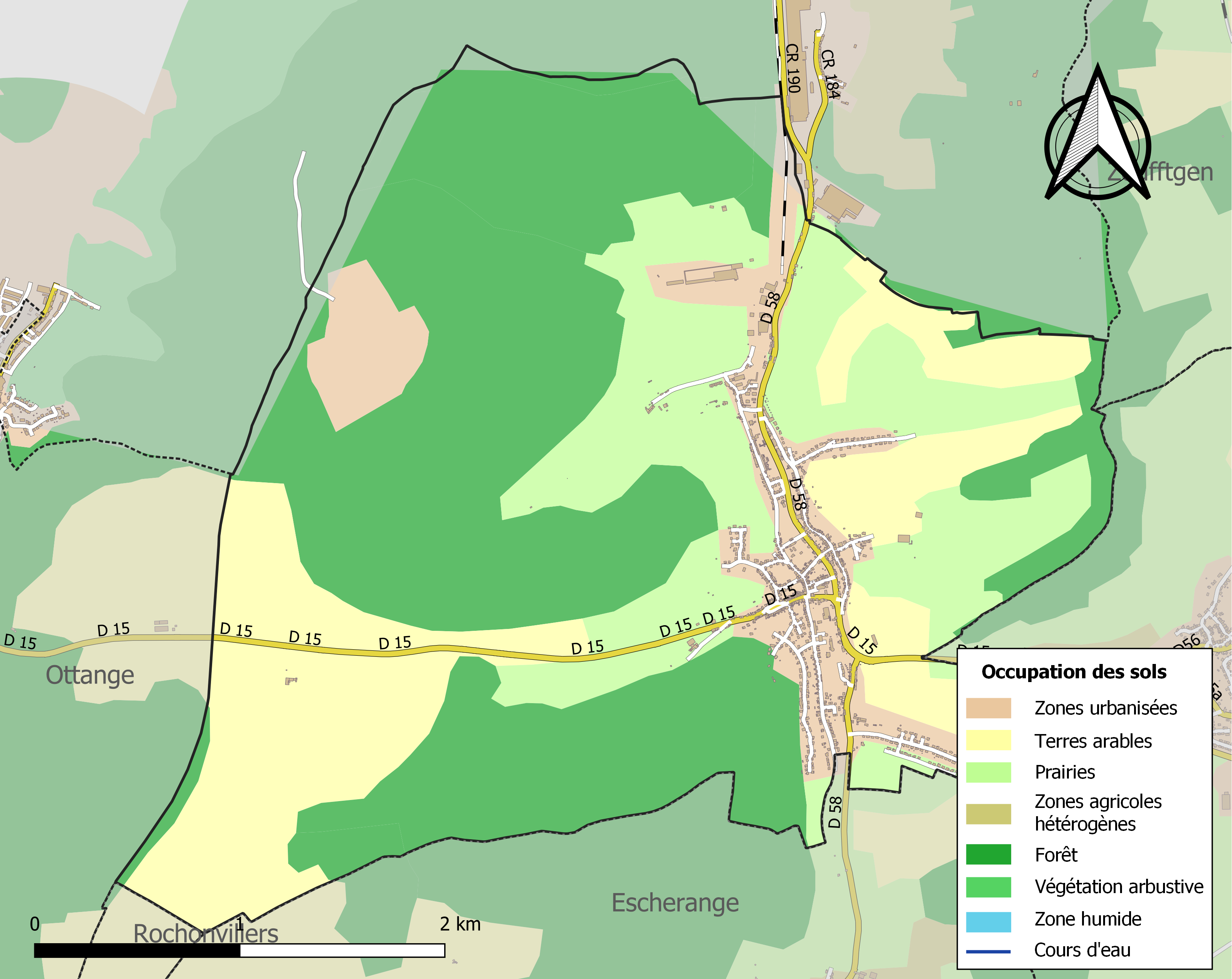
Kaart van de gemeente met de belangrijkste infrastructuur, bodemgebruik en omliggende gemeenten

## Demografie
Onderstaande figuur toont het verloop van het inwonertal.
Basse-Rentgen · Berg-sur-Moselle · Beyren-lès-Sierck · Boust · Breistroff-la-Grande · Cattenom · Entrange · Escherange · Évrange · Fixem · Gavisse · Hagen · Hettange-Grande · Illange · Kanfen · Manom · Mondorff · Puttelange-lès-Thionville · Rodemack · Roussy-le-Village · Thionville (deels) · Volmerange-les-Mines · Yutz · Zoufftgen